# Bataille de la mer Jaune
Guerre russo-japonaise
Batailles
- Port-Arthur (1re)
- Chemulpo
- Yalou
- Nanshan
- Te-li-Ssu
- Incident du Hitachi Maru
- Col de Motien
- Tashihchiao
- Port-Arthur (2e)
- Hsimucheng
- Mer Jaune
- Ulsan
- Korsakov
- Liaoyang
- Cha-Ho
- Sandepu
- Mukden
- Tsushima
- Invasion de Sakhaline

La bataille de la mer Jaune (en russe : Бой в Жёлтом море ; en japonais : Kokai Kaisen (黄海海戦)) opposa le 10 août 1904 la 1re escadre du Pacifique de la marine impériale russe à la marine impériale japonaise. Elle fut la seconde bataille navale de la Guerre russo-japonaise de 1904-1905. Le résultat de cette bataille navale eut un impact décisif sur la suite des combats en mer.

## Incertitude stratégique russe
La 1re escadre du Pacifique de la Marine impériale de Russie commandée par l'amiral Wilhelm Withöft était prise au piège dans Port-Arthur par la flotte japonaise. Le blocus de ce port débuta par la bataille de Port-Arthur le 8 février 1904. Au cours du blocus, de fin juillet 1904 au début août de l'année 1904, les relations entre l'amiral Withöft et le vice-roi représentant le Tsar à Port-Arthur en Mandchourie, l'amiral Ievgueni Ivanovitch Alekseïev ne cessèrent de se dégrader. Ce dernier était favorable à une sortie des navires afin de permettre à la 1re escadre du Pacifique d'établir une liaison avec l'escadre de Vladivostok et créer une force navale assez puissante pour contester la suprématie de la flotte japonaise. L'amiral Withöft, quant à lui, préconisait l'ancrage des navires dans le port et la contribution de leur artillerie dans la bataille terrestre, il estimait cette option plus sûre, ses officiers lui apportèrent leur soutien. 
L'amiral Alexeïev demanda à Nicolas II à Saint-Pétersbourg, de trancher. Le Tsar déclara partager l'opinion du vice-roi.
« Je répète encore une fois mon inflexible détermination que vous et votre escadron quittiez Port-Arthur. Je dois vous rappeler à vous et à tous les officiers le grand exploit du Varyag. »
N.B. Le croiseur Varyag, sous le commandement énergique du capitaine Roudneff et la canonnière russe Korietz surpris à Chemoulpo, la veille de l'ouverture officielle des hostilités, par une flotte japonaise bien supérieure en nombre, avaient combattu héroïquement (le journaliste français Gaston Leroux avait parlé des Héros de Chemoulpo) mais il n'en reste pas moins que les deux navires russes , très gravement endommagés avaient dû se saborder et que le combat de Chemoulpo s'était traduit par une cuisante défaite russe, privant la flotte de Port Arthur d'un navire moderne et d'un équipage d'élite.
Face à la décision impériale et à la menace de la Cour martiale, l'amiral Withöft ne put attendre plus longtemps ; il prit la décision de sortir de Port-Arthur et de rallier Vladivostok. 
Les Japonais tentèrent d'empêcher la percée de la flotte russe afin de préserver leur suprématie sur mer.

## Les forces des deux parties

### 1reescadre du Pacifique

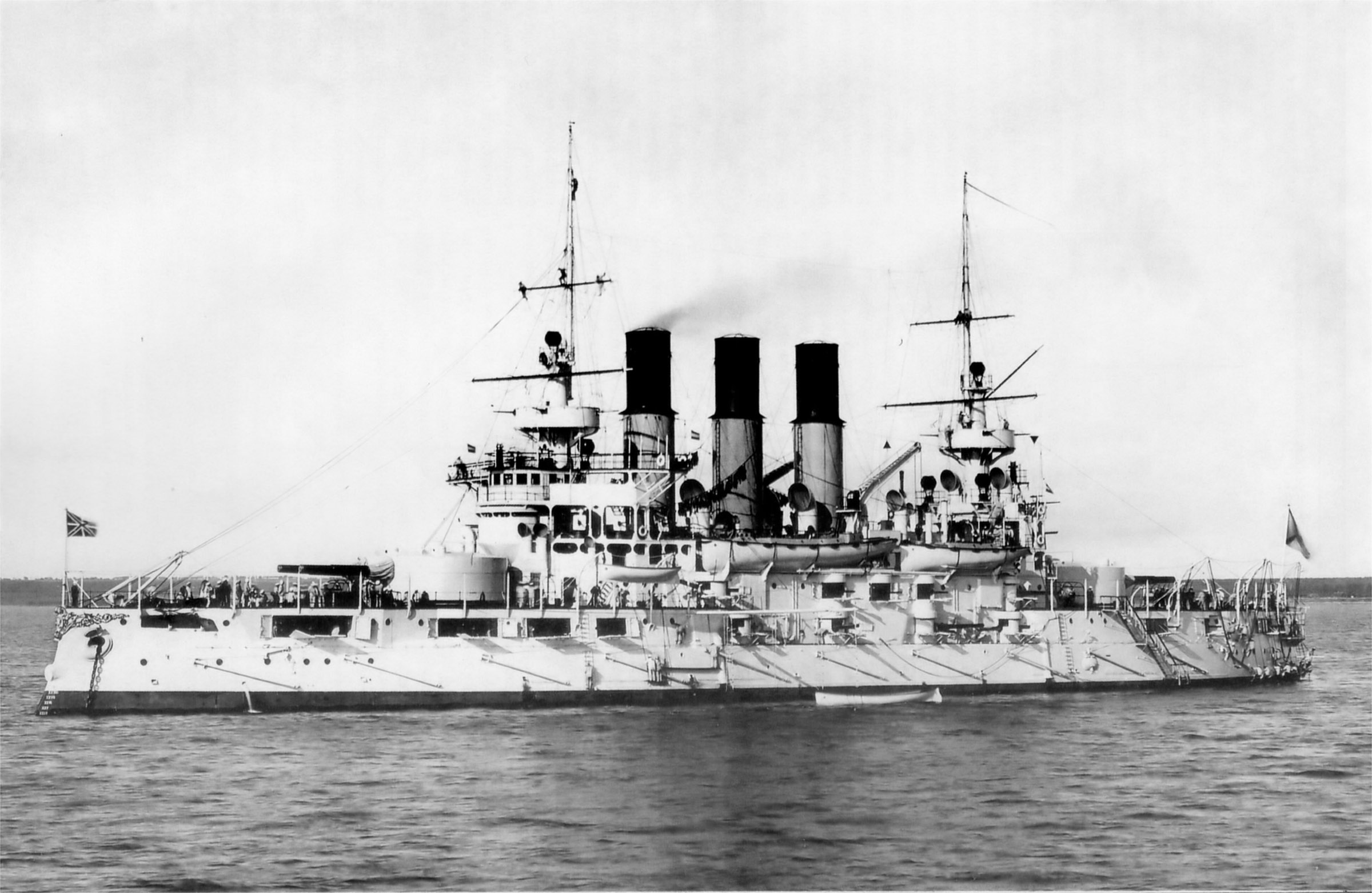
Le cuirassé Retvizan

- La force principale de l'escadre placée sous le commandement de l'amiral Wilhelm Withöft : six cuirassés (le Tsarevitch - navire amiral), le Retvizan, le Pobeda, le Peresvet, le Poltava et le Sebastopol.
- Les quatre croiseurs de protection placés sous le commandement du contre-amiral Nikolaï Karlovitch Reitzenstein :  l'Askold (navire amiral), le Pallada, le Diana et le Novik.
- Huit destroyers : 1re division : le Vynoslivi, le Vlastni, le Grozovoï, le Boïki ; 2e division : le Beschoumni (commandant, le lieutenant A. Maximov), le Besstrachni, le Bespochadni et le Bourni.

L'escadre était accompagnée du navire hôpital Mongolia.

### Flotte japonaise

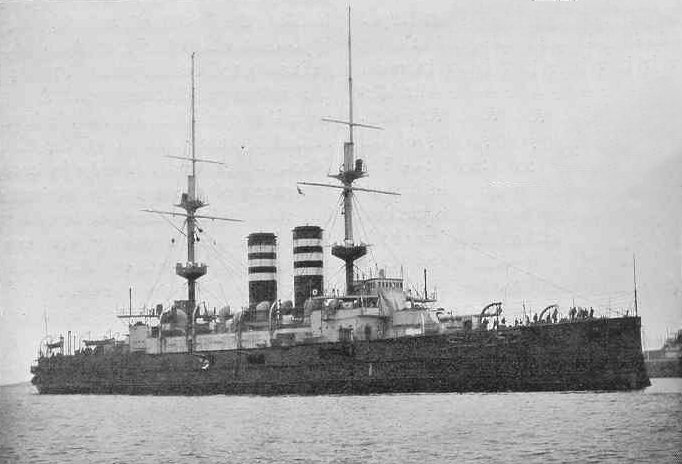
Le cuirassé Mikasa

- 1re escadre tactique placée sous le commandement de l'amiral Tōgō Heihachirō de quatre cuirassés : le Mikasa, l'Asahi, le Fuji, le Shikishima, et deux croiseurs blindés : le Kasuga, le Nisshin.
- 3e détachement placé sous le commandement du contre-amiral Dewa Shigetō : un croiseur le Yakumo, trois croiseurs de protection le Kasagi, le Takasago et le Chitose.
- 5e détachement placé sous le commandement du contre-amiral H. Yamada : deux croiseurs de protection le Hashidate et le Matsushima, un cuirassé de 2e classe le Chin-Yen.
- 6e détachement tactique placé sous le commandement du contre-amiral M. Togo : quatre croiseurs de protection le Akashi, le Suma, l'Akitsushima, un croiseur blindé le Asama.
- 18 destroyers et 30 torpilleurs.

Le 5e détachement de la flotte japonaise ne prit qu'une faible part à la bataille navale de la mer Jaune. Les 2e et 4e détachement placés sous le commandement du vice-amiral Kamimura, Hikonodze (1849-1916) furent dépêchés dans le détroit de Corée, ils eurent pour mission de stopper les croiseurs de Vladivostok.

## La bataille

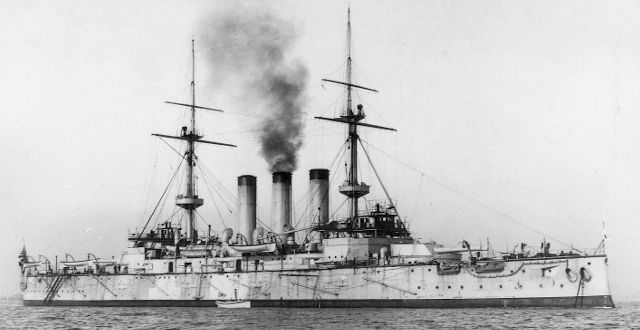
Le cuirassé Shikishima

L'amiral Withöft ne chercha pas à engager bataille avec l'ennemi : dès le début, il ne crut pas à la victoire et son seul but fut de percer le blocus en limitant ses pertes.
Le matin du 10 août 1904, à 4 heures 30, la 1re escadre du Pacifique commença à sortir de Port-Arthur. À 8 heures 30, l'escadre prit la mer dans le sillage du chasseur de mines. À 10 heures 30, ce dernier signala son retour vers Port-Arthur, l'escadre mit le cap au Sud-Est. La ligne russe se forma : à sa tête, le Tsarevitch battant pavillon de l'amiral Wilhelm Withöft suivi par le Retvizan, le Pobeda, le Perevest battant pavillon du contre-amiral et prince Oukhtomsky, le Sébastopol et le Poltava. Les croiseurs de protection se placèrent dans le sillage des cuirassés, l'Askold battant pavillon de l'amiral Nikolaï Karlovitch Reitsenstein, le Pallada puis le Diana. Le croiseur Novik, les destroyers se placèrent à droite et à gauche du navire amiral. À 11 heures 30 la flotte japonaise fut en vue, le Novik se plaça à la fin de la ligne de bataille. Le Mongolia se plaça dans son sillage. La flotte russe tenta d'augmenter sa vitesse, elle atteignit les 15 nœuds, mais le Poltava et le Sébastopol perdant du terrain, la vitesse fut diminuée.
À l'aube, l'amiral Heihachirō Tōgō reçut des renseignements sur la progression de la 1re escadre du Pacifique, les Japonais concentrèrent leurs forces.

### Première phase de la bataille
En début d'après-midi, après avoir traversé la flotte russe, l'amiral Heihachirō Tōgō déploya ses navires entre la flotte russe et Port-Arthur afin d'empêcher tout retour de la 1re escadre du Pacifique. Lorsqu'il devint évident pour Tōgō que la flotte russe prenait la direction de Vladivostok, il prit la décision, alors que ses force se trouvaient loin derrière, de rattraper les cuirassés placés à la tête de la ligne de bataille ennemie. À 17 heures 43, l'amiral japonais ordonna d'ouvrir le feu sur le premier des navires russes, à une distance d'environ 9 km, en l'occurrencesur  le navire amiral Tsarevitch, mais d'autres bâtiments furent visés, principalement le Retvizan et le Perevest. Les Russes à leur tour concentrèrent leurs tirs sur le navire amiral Mikasa. Les tirs ne cessèrent qu'à la tombée de la nuit, le Mikasa et le Tsarevitch, l'Askold et le Poltava furent les plus endommagés.

### Deuxième phase de la bataille

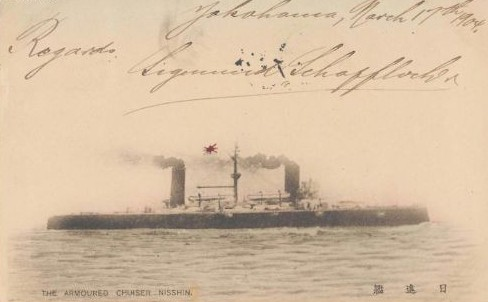
Le croiseur blindé Nisshin en 1905.

L'instant décisif de la bataille arriva lorsqu'à 18 heures, Tōgō, craignant la fuite de la flotte russe à la faveur de l'obscurité, ordonna d'ouvrir le feu sur le Tsarevitch. Un obus de 305 mm atteignit le blockhaus du navire, tuant l'amiral Withöft, le lieutenant de navigation N. Azarov, un officier supérieur M.A. Kedrov, deux jeunes officiers. Certains officiers furent également blessés dont le chef-d'état-major Nikolaï Alexandrovitch Matousevitch (1852-1912). Quelques minutes plus tard, un second obus frappa la timonerie du Tsarevitch. Le Retvizan, à son tour gravement endommagé ne put prendre le commandement. Le Tsarevitch devenu incontrôlable sortit de sa ligne, et le Retvizan le suivit, ignorant tout de la situation du navire amiral. Au moment où le Pobeda parvint au point tournant, le Tsarevitch amorça un virage à 180° puis rentra dans sa propre ligne. En l'absence de signal, les bâtiments de guerre sans aucune communication ignoraient que le Tsarevitch était non seulement sans commandant mais aussi hors de contrôle.
Au moment où le commandant du Perevest, le contre-amiral et prince Pavel Oukhtomsky, reçut le signal du capitaine 2e rang D.P Chumov servant sur le Tsarevitch lui remettant le commandement de la flotte, la plupart des navires russes suivirent le virage à 180° du Tsarevitch et du Retvizan. Une grande confusion s'installa alors dans la flotte russe. La décision fut prise de renoncer à rallier Vladivostok mais de retourner à Port-Arthur, mais le Perevest, également très endommagé, ne fut pas en mesure de transmettre distinctement ses ordres. Ceux-ci furent mal compris par le reste de la flotte et de nombreux navires furent isolés. Tōgō prit la décision de ne pas exposer une partie de sa  flotte dans un combat de nuit, il ordonna à ses destroyers et ses torpilleurs d'attaquer la flotte russe, mais ces derniers parvinrent à les repousser.

### Retour d'une partie de la1reescadredu Pacifique à Port-Arthur
Privée de contrôle, la flotte russe fut divisée. Deux heures plus tard, la plupart des navires russes : les cuirassés Perevest, Retvizan, Pobeda, Sébastopol et Poltava, un croiseur et 5 destroyers, le navire hôpital Mongolia retrouvèrent la sécurité toute relative de Port-Arthur. 

### L'internement de l'autre partie de la1reescadredu Pacifique

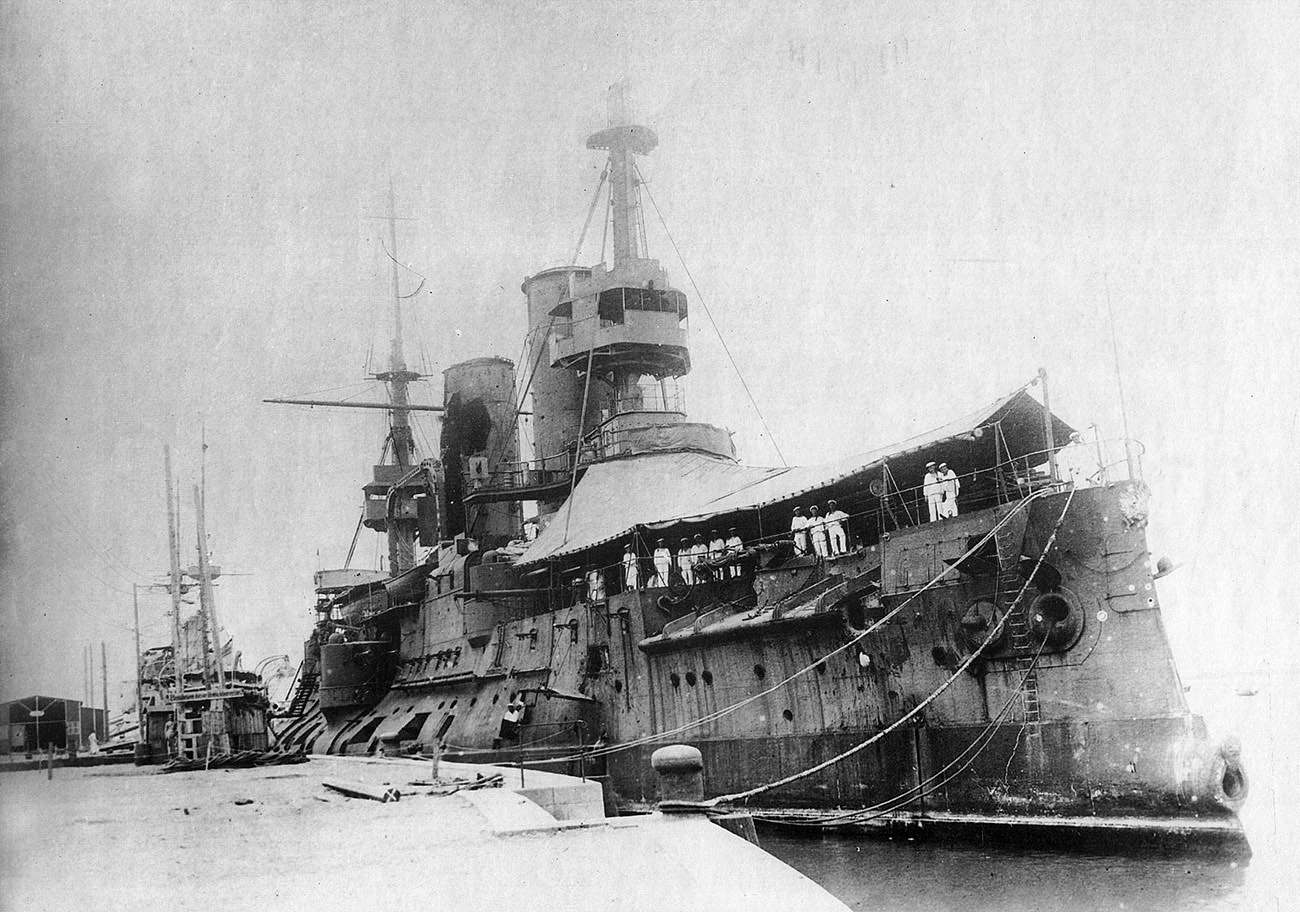
Le Tsarevitch endommagé interné à Tsingtao

À l'aube du 11 août 1904, le nouveau commandant du Tsarevitch évalua les dommages, et gagna le port de Tsingtao escorté de trois destroyers, où il fut interné par l'administration coloniale allemande. Manquant de charbon, le Diana fut dans l'impossibilité de rallier Vladivostok, il se dirigea vers Saïgon où il fut interné par les Français. L'Askold escorté par un destroyer jeta l'ancre dans le port de Shanghai où il fut interné par les autorités chinoises. Seul, le croiseur Novik tenta de gagner le port de Vladivostok, toutefois, poursuivi par des croiseurs japonais, il s'échoua près de l'île Sakhaline où il fut sabordé par l'équipage.

## Résultat de la bataille de la mer Jaune
Concernant la tactique, la bataille de la mer Jaune ne fut pas une victoire totale pour la Marine impériale du Japon. Au cours de cette bataille aucun navire ne fut coulé, mais les navires des deux camps furent sérieusement endommagés. Néanmoins, la flotte japonaise put empêcher les navires russes de gagner Vladivostok. Quelques jours plus tard, les navires japonais réparés purent reprendre du service, alors que les navires russes restaient en réparation. Les éléments de la flotte russe ayant échappé à la destruction au cours de la bataille de la mer Jaune furent coulés ou subirent de graves dommages lors de la quatrième attaque de Port-Arthur (décembre 1904).